# Caroline Ambrose
Caroline Ambrose, Pseudonym Julie Condliff (* 28. Januar in Essex, England) ist eine britische Schauspielerin, die hauptsächlich im Fernsehen auftrat.
Ihre erste Rolle hatte sie 1995 als Heldin im Independentfilm Lost at Sea von Steve Sayre. In Folge trat sie in mehreren Serien wie z. B. Babylon 5, Pacific Blue – Die Strandpolizei und Diagnose: Mord in Gastrollen auf. Außerdem stand sie auch für mehrere Filme vor der Kamera. So spielte sie im Fantasyfilm Mystery Monsters von 1997 die Königin Mara und im Erotikfilm Der Blick durchs Schlüsselloch die Hauptrolle als Bridget. Im Film Heißer Sommer in L.A. spielte sie unter dem Namen Julie Condliff als Lora mit. Von 2000 bis 2001 erhielt sie in der Cinemax-Serie Passion Cove die Rolle der Hauptfigur Samantha.

## Filmografie
- 1995: Lost at Sea
- 1996: Palm Beach-Duo (Silk Stalkings, Fernsehserie, eine Folge)
- 1996: High Tide – Ein cooles Duo (Fernsehserie, eine Folge)
- 1997: Mystery Monsters
- 1997: Diagnose: Mord (Diagnosis Murder, Fernsehserie, eine Folge)
- 1997: Der Blick durchs Schlüsselloch (Allyson Is Watching)
- 1998: Jack die Traumfrau (Ask Harriet, Fernsehserie, eine Folge)
- 1998: Babylon 5 (Fernsehserie, eine Folge)
- 1998: Mike Hammer, Private Eye (Fernsehserie, eine Folge)
- 1998: Heißer Sommer in L.A. (Club Wild Side)
- 1998: Joseph’s Gift
- 1998–1999: V.I.P. – Die Bodyguards (V.I.P., Fernsehserie, zwei Folgen)
- 1999: Pacific Blue – Die Strandpolizei (Pacific Blue, Fernsehserie, eine Folge)
- 1999: Rent a Man – Ein Mann für gewisse Sekunden (Deuce Bigalow: Male Gigolo)
- 2000: Den Einen oder Keinen (Down to You)
- 2000–2001: Die Liebesbucht (Passion Cove, Fernsehserie, 11 Folgen)
- 2004: Der Boxer 3D – So werden Helden gemacht (Adventures in Animation 3D, Kurzfilm)